# Expectorans

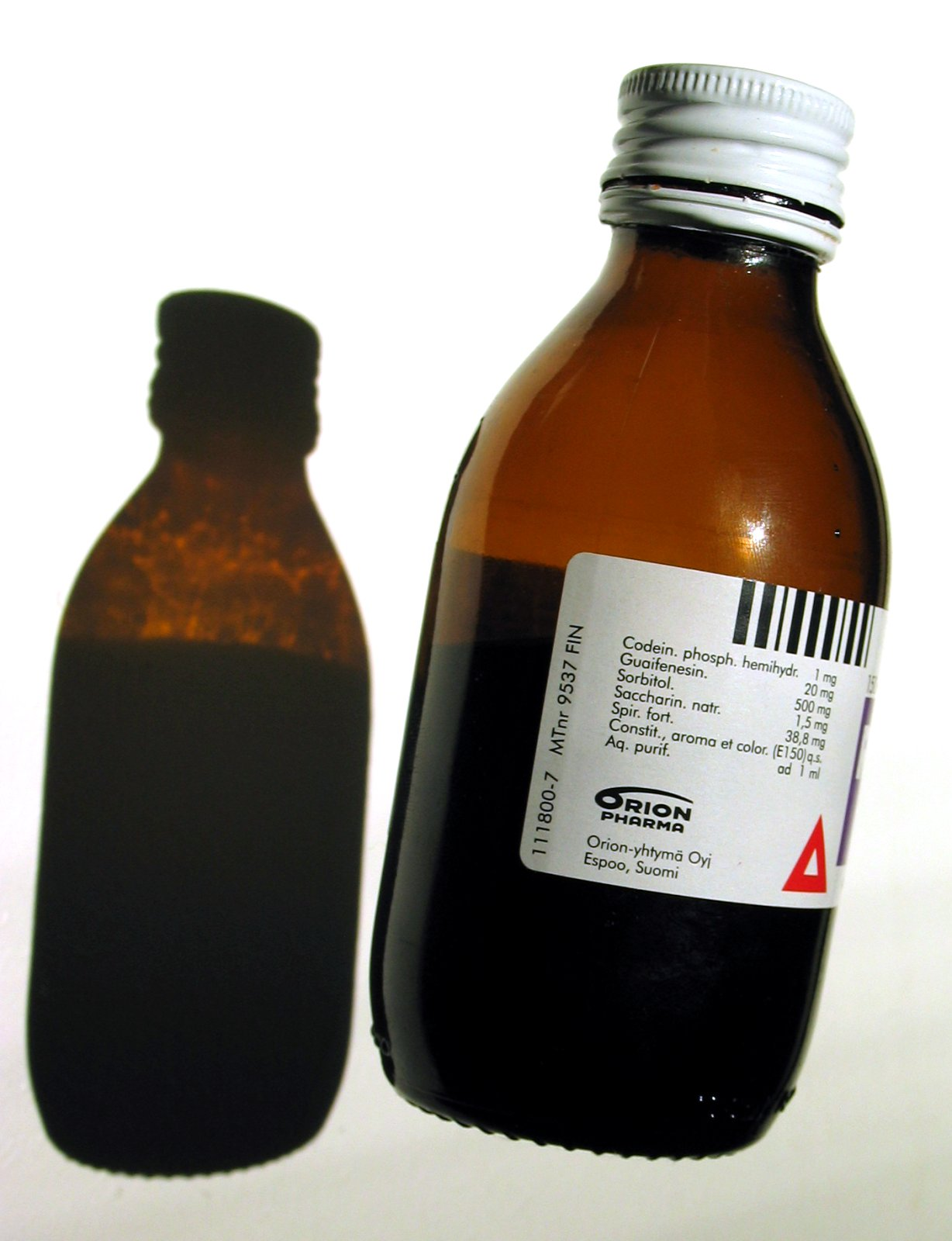
Een hoestdrank met zowel een expectorans als codeïne

Een expectorans (mv.: expectorantia) is een middel om het ophoesten van slijm te vergemakkelijken. Voorbeelden van dit soort hoestmiddelen zijn guaifenesine en tolubalsem.
Expectorantia zijn middelen die in hoestdranken worden gebruikt, naast middelen die juist het overmatig hoesten beperken zoals codeïne.